# The Colosseum
The Colosseum, ook bekend als The colosseum at Caesars Palace, is een sinds 2003 geopend theater aan de Strip in Las Vegas, Nevada, Verenigde Staten. Het theater is onderdeel van het Caesars Palace hotel en casino en is eigendom van Caesars Entertainment.
Het theater biedt plaats aan 4.100 bezoekers en in het verleden hebben grote namen als Cher, Céline Dion, Bette Midler Elton John, Rod Stewart en Shania Twain er opgetreden. Het door Scéno Plus ontworpen theater heeft hetzelfde Romeinse thema als het bijbehorende hotel. Het theater is het duurste aan de Las Vegas Boulevard, duurder dan het "O" Theatre in het Bellagio.

## Geschiedenis

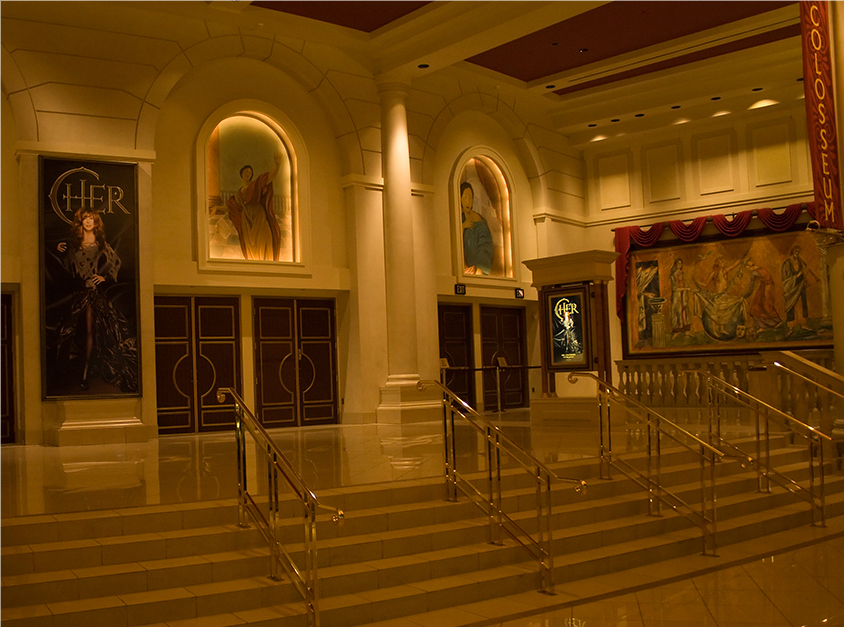
De ingang grenzend aan het casino van Caesars Palace.

Tijdens de grote verbouwingen van het Caesars Palace tussen 1992 en 2004 werd in 2000 besloten om de oude Circus Maximus Showroom te renoveren. De eigenaren van de showroom werden benaderd om een joint venture te starten, maar dit ging niet door. Uiteindelijk werd besloten om een nieuw theater te bouwen op dezelfde plek als het Circus Maximus. In eerste instantie werd het theater speciaal gebouwd voor Céline Dions' "A New Day..." show. Uiteindelijk ging de verbouwing samen met de al gaande verbouwingen rond het Caesars Palace. De kosten voor het gebouw waren geraamd op zeventig miljoen dollar, maar met technische kosten meegerekend kwamen de totale kosten voor het Colosseum uit op 95 miljoen dollar. Hiermee was de aanbouw voor het theater duurder dan het tot dan toe duurste theater, "O" Theatre, in het Bellagio. Het volledige gebouw was klaar op 4 februari 2003, ruim zes weken voor de opening op 25 maart 2003.

## Ontwerp
Het theater is door Scéno Plus in dezelfde Romeinse stijl ontworpen als het Caesars Palace. Perini Building Company was verantwoordelijk voor de bouw van het theater. Het theater is verbonden met het casino van Caesars Palace, waar zich ook de ingang bevindt.

### Technisch
Het gebouw is een cirkel met een diameter van 78 meter en heeft een totale hoogte van 37 meter. De oppervlakte van het podium bedraagt 2.086 m². De opening naar het publiek toe is 14 meter hoog en 37 meter breed; hiermee is dit een van de grootste openingen ter wereld. Er is in totaal honderdtachtigduizend watt aan versterkers en er hangen 139 speakers. Ook bevindt zich er een LED scherm van 37 bij 12 meter gebouwd door Mitsubishi Diamond Vision. Dit podium vullende scherm kostte nog eens tien miljoen extra.

## Optredens

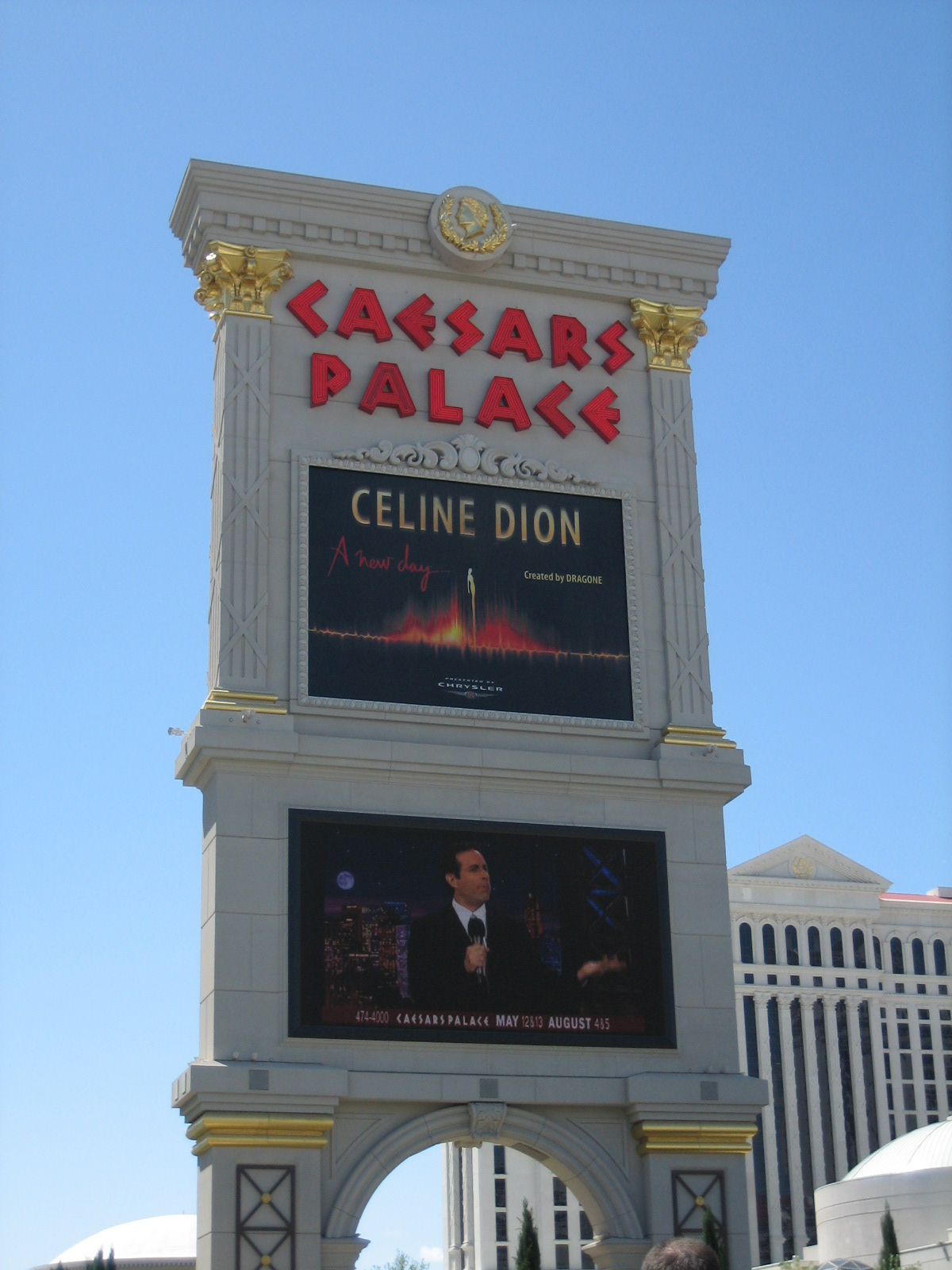
Reclame voor de "A New Day..." show van Céline Dion.

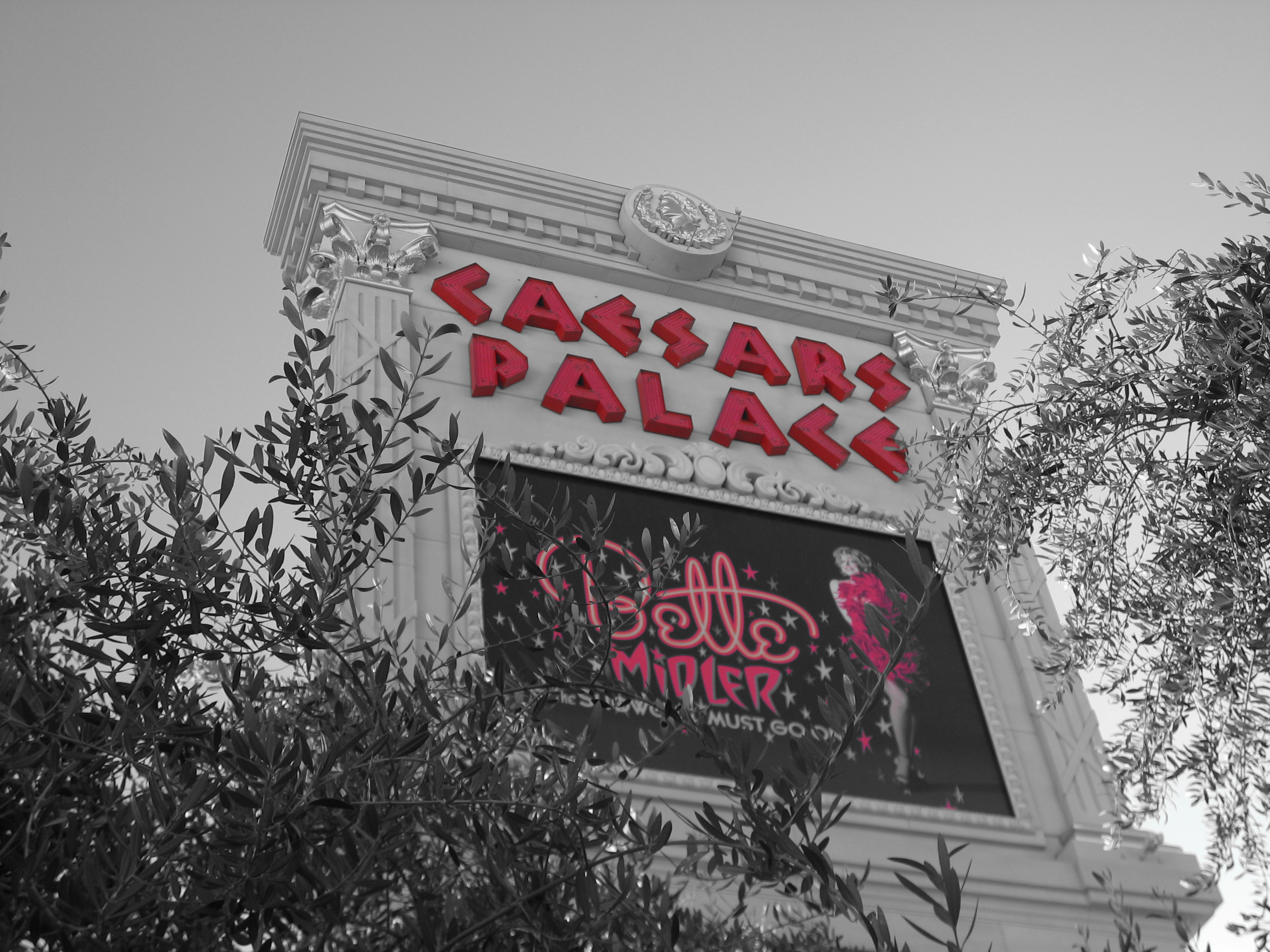
Reclame voor de "The Showgirl Must Go On" show van Bette Midler.

### Doorlopende shows
| Artiest      | Show                     | Eerste show       | Laatste show     | Beelden |
| ------------ | ------------------------ | ----------------- | ---------------- | --- |
| Céline Dion  | A New Day...             | 25 maart 2003     | 15 december 2007 | - "Celine in Las Vegas: Opening Night Live" (2003) (CBS Special) - "A New Day... Live in Las Vegas" (2004) - "Live in Las Vegas: A New Day..." (2007) |
| Céline Dion  | Celine                   | 15 maart 2011     | heden            | - "Celine: 3 Boys and a Show" (OWN Special) |
| Elton John   | The Red Piano            | 13 februari 2004  | 22 april 2009    | - "Elton John: The Red Piano" (2005) (NBC Special) - "The Red Piano" (2009)                                                                           |
| Elton John   | The Million Dollar Piano | 28 september 2011 | heden            | |
| Bette Midler | The Showgirl Must Go On  | 20 februari 2008  | 31 januari 2010  | - "Bette Midler: The Showgirl Must Go On (2010) (HBO Special) - "The Showgirl Must Go On (2011) (DVD)                                                 |
| Cher         | Cher at the Colosseum    | 6 mei 2008        | 5 februari 2011  | |
| Rod Stewart  | Rod Stewart: The Hits    | 24 augustus 2011  | heden            | |
| Shania Twain | Shania: Still the One    | 1 december 2012   | heden            | |

### Overige shows
| Artiest        | Show                                              | Eerste Show                                           | Laatste Show                                          |
| -------------- | ------------------------------------------------- | ----------------------------------------------------- | ----------------------------------------------------- |
| Mariah Carey   | Charmbracelet World Tour                          | 26 juli 2003                                          | 26 juli 2003                                          |
| Mariah Carey   | Angels Advocate Tour                              | 27 februari 2010                                      | 27 februari 2010                                      |
| Gloria Estefan | Live & Unwrapped                                  | 10 oktober 2003                                       | 19 oktober 2003                                       |
| Romina Arena   | Romina Arena Live!                                | 8 juni 2004                                           | 9 juni 2004                                           |
| Stevie Nicks   | Say You Will Tour                                 | 5 juli 2004                                           | 5 juli 2004                                           |
| Stevie Nicks   | Dreams                                            | 10 mei 2005 20 maart 2007                             | 14 mei 2005 24 maart 2007                             |
| Stevie Nicks   | Gold Dust Tour                                    | 5 juli 2005                                           | 5 juli 2005                                           |
| Stevie Nicks   | Stevie Nicks in Concert                           | 14 mei 2011                                           | 14 mei 2011                                           |
| Faith Hill     |                                                   | 10 augustus 2004                                      | 14 augustus 2004                                      |
| Carole King    | The Living Room Tour                              | 21 augustus 2004                                      | 21 augustus 2004                                      |
| Luis Miguel    | Mexico En La Piel Tour                            | 14 september 2007                                     | 16 september 2007                                     |
| Luis Miguel    | Complices Tour                                    | 12 september 2008 12 september 2009                   | 15 september 2008 15 september 2010                   |
| Luis Miguel    | Luis Miguel Tour                                  | 15 september 2010 15 september 2011 13 september 2012 | 18 september 2010 18 september 2011 15 september 2012 |
| Bob Dylan      | Never Ending Tour                                 | 17 augustus 2010                                      | 17 augustus 2010                                      |
| Diana Ross     | More Today Than Yesterday: The Greatest Hits Tour | 12 november 2010                                      | 13 november 2010                                      |
| Leonard Cohen  | Leonard Cohen Tour 2008–2010                      | 10 december 2010                                      | 11 december 2010                                      |
| Jacky Cheung   | Jacky Cheung Century Tour                         | 6 februari 2011                                       | 8 februari 2011                                       |
| Janet Jackson  | Number Ones: Up Close and Personal                | 22 april 2011                                         | 24 april 2011                                         |
| Ricky Martin   | Música + Alma + Sexo World Tour                   | 30 april 2011                                         | 30 april 2011                                         |
| Kylie Minogue  | Aphrodite: Live                                   | 22 mei 2011                                           | 22 mei 2011                                           |